# 貝塞爾高地 (阿肯色州)
貝塞爾高地（英語：Bethel Heights）是一個位於美國阿肯色州本頓縣的城市。根據2010年美國人口普查，該地人口為2372人，而該地的面積約為5.75平方千米。

## 地理
貝塞爾高地的座標為36°13′22″N 94°07′40″W / 36.22278°N 94.12778°W，而該地的平均海拔高度為411米（即1348英尺）。